# Schomburgk-szarvas
A Schomburgk-szarvas (Rucervus schomburgki, korábban Cervus schomburgki) az emlősök (Mammalia) osztályának párosujjú patások (Artiodactyla) rendjébe, ezen belül a szarvasfélék (Cervidae) családjába és a szarvasformák (Cervinae) alcsaládjába tartozó kihalt faj.

## Rendszertani besorolása és neve
Korábban ezt a szarvasfajt a Cervus nembe helyezték, a Rucervus alnem tagjaként, de manapság az alnemet nemi rangra emelték.
A tudományos nevét Sir Robert Hermann Schomburgk tiszteletére kapta, aki sziámi brit konzul volt 1857 és 1864 között.

## Előfordulása
Valaha nagy számban fordult elő Thaiföld középső területein. A Bangkok melletti Csaophraja-folyómedencében élt a fő állománya.

## Megjelenése
Karcsú testfelépítésű szarvasfaj volt; megjelenésben nagyon hasonlított a ma is élő rokonára a mocsári szarvasra (Rucervus duvaucelii). Szőrzete felül sötétbarna, de alul ennél világosabb volt. A tükre és farkának alsó fele fehér volt. A bikának az agancsa kosárszerű elhelyezkedésű volt; ennek hossza pedig nagyjából 90 centiméter lehetett. A tehén nem viselt agancsot.

## Életmódja
Egykoron Thaiföld középső részének a mocsaras területein élt, ahol perjefélékkel, palkafélékkel és bokrok leveleivel táplálkozott. Kerülte a sűrű növényzetet. A kis csordái egy bikából, néhány tehénből és azok borjaiból álltak. Viszont az esős évszakban, a kis csordák az áradások miatt össze kellett, hogy gyűljenek a megmaradt száraz részeken. Emiatt a rájuk vadászó emberek számára könnyű célponttá váltak.

## Kihalása
A 19. század végén, Thaiföldön elkezdődött a rizs (Oryza sativa) ipari mértékű termesztése, az exportálás céljából. Ez megnövelte a rizsföldek számát, melyek e szarvas mocsaraira jöttek létre. Továbbá a túlvadászás is megtette a magáét. Valószínűleg az utolsó vadon élő példányt 1932-ben lőtték le. Az utolsó fogságban élő egyedet pedig 1938-ban ölték meg.
Az IUCN csak 2006-ban nyilvánította hivatalosan kihaltnak. Egyes kutatók azonban nem hiszik, hogy kihalt ez a szarvasfaj. 1991-ben, egy laoszi hagyományos kínai orvoslásos üzletben, ilyen szarvas agancsát fedezték fel. Laurent Chazée az Egyesült Nemzetek Szervezete vagy röviden 'ENSZ agronómusa a fényképekből megállapította, hogy az agancs tényleg egy Schomburgk-szarvashoz tartozott.
Annak ellenére, hogy korábban több európai állatkertben is tartották a fajt, egyetlen múzeumban őrzött egyede ismert. Ez a párizsi Természettudományi Múzeumban van kiállítva. Oda 1868-ban került, az egyed előtte hosszabb ideig élt a párizsi állatkertben, majd elhullása után került a múzeum gyűjteményébe.

## Képek

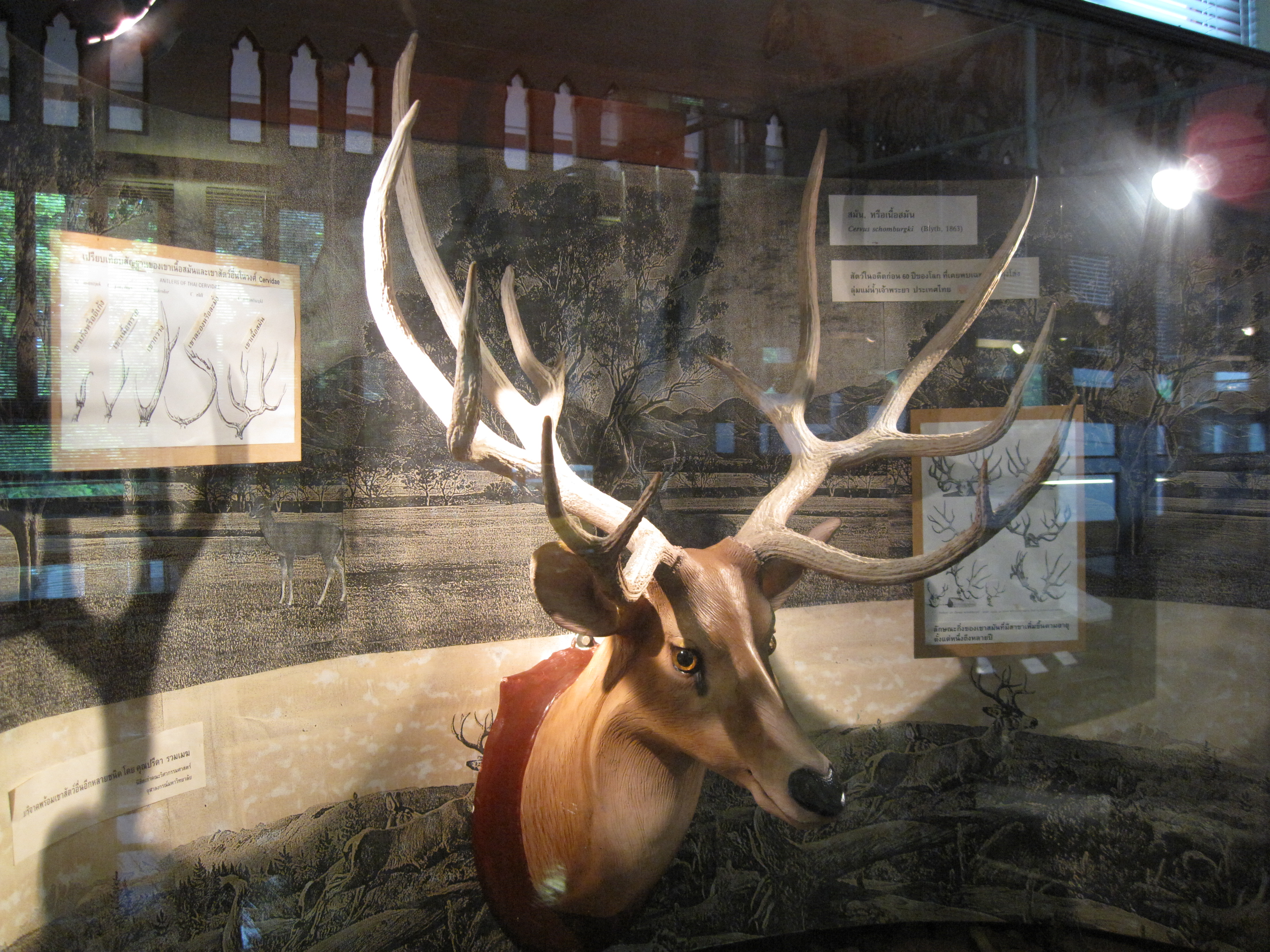
Az agancsa
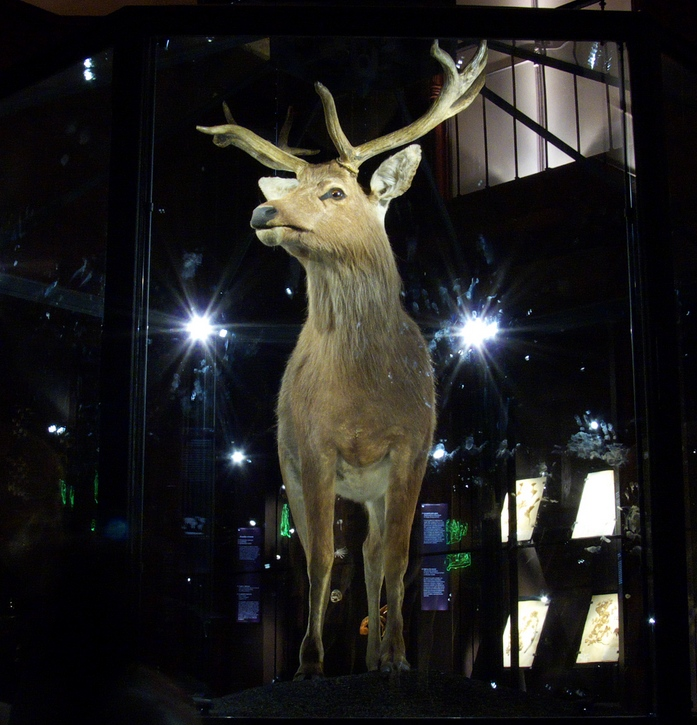
Kitömött
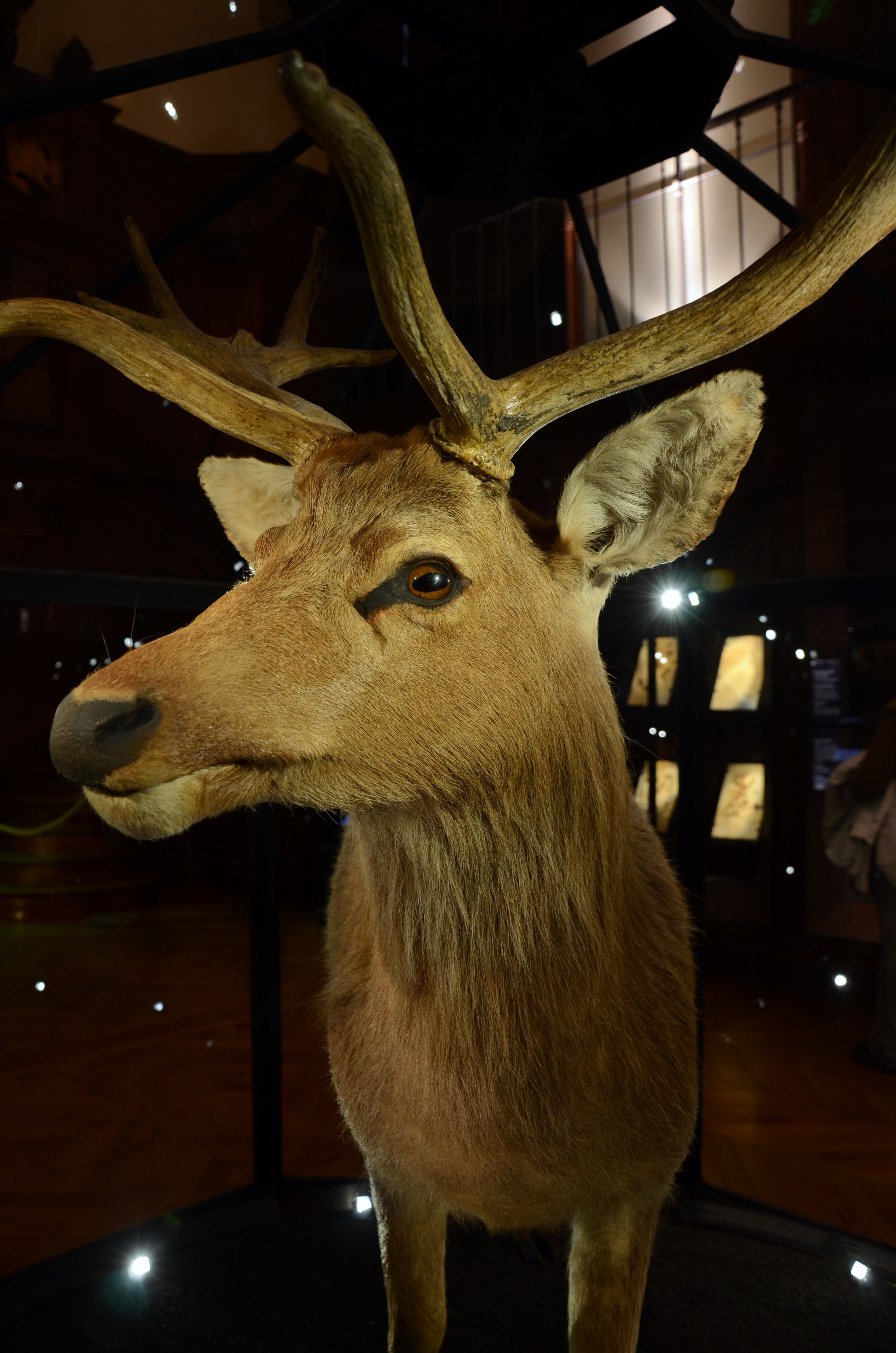
példány
Régi rajz a fejéről

### Fordítás
- Ez a szócikk részben vagy egészben  a   Schomburgk's deer című angol Wikipédia-szócikk ezen változatának fordításán alapul.  Az eredeti cikk szerkesztőit annak laptörténete sorolja fel. Ez a jelzés csupán a megfogalmazás eredetét és a szerzői jogokat jelzi, nem szolgál a cikkben szereplő információk forrásmegjelöléseként.